# Daihatsu Leeza
Daihatsu Leeza (яп. ダイハツ・リーザ, хепбёрн Daihatsu Rīza) — кей-кар производства японской компании Daihatsu, выпускавшийся с декабря 1986 по август 1993 года. Вытеснен с конвейера моделью Daihatsu Opti.

## L100 (550 см3)
Первоначально мощность двигателя EB объёмом 547 см3 составляла 24 кВт (33 л. с.) или 37 кВт (50 л. с.) в зависимости от того, был ли установлен турбонагнетатель. В конце 1987 года был налажен выпуск модели Cha Cha ограниченной серии. Автомобили предназначались для женщин в возрасте около 30 лет и окрашивались только в чёрный цвет с неброскими красными полосками. Основная опция — кондиционер. В январе 1989 года в модельный ряд была включена модель TR-ZZ с инжекторным двигателем мощностью 47 кВт (64 л. с.), затем в октябре того же года был представлен «спортивный» вариант — Club Sports с заниженной подвеской и обвесами. В 1989 году на Токийском автосалоне был представлен двухместный родстер, получивший название «Leeza Spider».
Британские дорожные тесты показали, что версия с двигателем мощностью 24 кВт (33 л. с.) и пятиступенчатой механической трансмиссией разгоняется до 97 км/ч за 21,3 секунды. Максимальная скорость — 121 км/ч. Расход топлива при «сильном движении» составлял 14,6 км/л.

## L111 (660 см3)

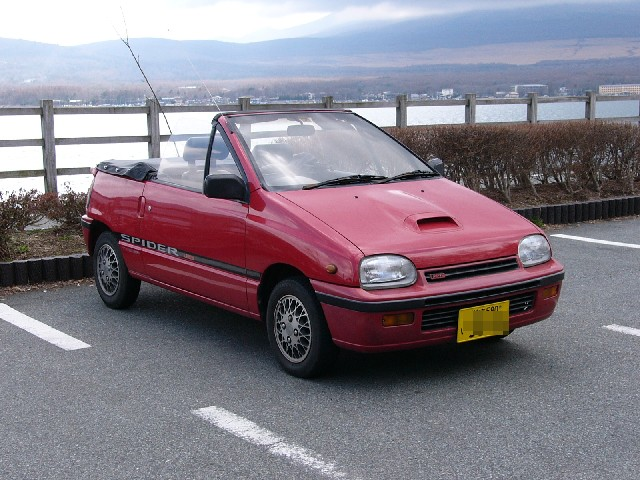
Daihatsu Leeza Spider

Daihatsu Leeza L111 был представлен в марте 1990 года. Конкурентом модели являлся Suzuki Cervo. Комплектации: R, Cha Cha и OXY. В основном, автомобиль оснащался атмосферным карбюраторным однокулачковым двигателем с 4 клапанами на цилиндр объёмом 659 см3, мощностью 37 кВт (50 л. с.).
В январе 1991 года в модельный ряд была включена модель OXY-R с турбированным двигателем мощностью 47 кВт (64 л. с.) и заметным вентиляционным отверстием на капоте для интеркулера. В то же время был разработан двухместный родстер, получивший название «Leeza Spider». В 1991 году на Женевском автосалоне был представлен концепт-кар FX-228. Серийная версия Spider (кодовое обозначение — L111SK), оснащённая турбодвигателем, поступила в продажу в ноябре 1991 года. Отделка салона — кожаная. В августе 1993 года автомобиль был снят с производства.